# SMILE (laserbehandling)
 Der er for få eller ingen kildehenvisninger i denne artikel, hvilket er et problem. Du kan hjælpe ved at angive troværdige kilder til de påstande, som fremføres i artiklen.

 For alternative betydninger, se SMILE. (Se også artikler, som begynder med SMILE)
SMILE (SMall Incision Lenticular Extraction) er en laserteknik til behandling af nærsynethed og bygningsfejl udviklet af Carl ZEISS Meditec. Behandlingen udføres med en femtosekundlaser, som er i stand skære tredimensionelt i hornhinden med μm's (1/1000 mm) nøjagtighed og korrigere synsfejl uden brug af kniv og uden dannelse af "flap" (se illustrationer). SMILE er forbogstavsforkortelse af den engelske benævnelse SMall Incision Lenticular Extraction, der frit oversat til dansk betyder: Fjernelse af en linseformet skive hornhindevæv igennem en lille adgang.
Ved SMILE behandling dannes der ikke en "flap" som ved LASIK. Laseren former en linseformet skive i hornhindens indre med μm's præcision, og en adgang til overfladen, der er mindre end to mm lang og placeret under øvre øjenlåg (Fig.2). Synsfejlen rettes, når kirurgen løsner og fjerner skiven igennem den minimale overfladiske adgang.
Ved SMILE behandlingen laves der en kun knap to mm lang overfladisk adgang til den linseformede vævsskive, som er formet af laseren. Synsfejl korrigeres når vævsskiven fjernes. Bemærk at den lille adgang er placeret under øvre øjenlåg og dermed beskyttet ved slag mod øjet.
Den minimale adgang og dens beskyttede placering gør, at hornhindens stabilitet er bedre efter en SMILE behandling, end efter en LASIK-behandling. Samtidig må det formodes, at risikoen for velkendte bivirkninger som øjentørhed, nedsat tåreproduktion og dårligt nattesyn, er mindsket efter SMILE behandlingen (pågående studier er i gang med at undersøge dette). SMILE teknikken korrigerer synsfejl med mindst samme præcision som LASIK-teknikken.
Udviklingen indenfor laserbehandlinger af synsfejl minder om den udvikling, der er set indenfor grå stær-kirurgien, hvor der ved de første operationer, blev lavet en stor åbning til øjet med længder på flere cm, imens man i dag kan operere igennem en kun ca. 2,5 mm åbning.

## Teknisk
Som anført ovenfor foretages SMILE-teknikken med en femtosekundlaser, der anvender ultrakorte (fs = femtosekund = 10^-15 sek) og højintense, pulserede parallelle energibundter (infrarøde laserstråler med bølgelængde 1043 nm, 500 KHz, 220-580 fSek) til hornhinden (cornea), og via dannelsen af en "plasmasky" skærer ultrapræcist (præcision i µm = 10^-6 m området) og tredimensionelt i vævet. Da pulsene er meget korte, indeholder de minimalt energi (J), der langt overvejende anvendes til at bryde ”vævsbindinger”, mens der kun afsættes forsvindende mængder termisk energi i det bestrålede væv. Laserbearbejdningen bliver derfor uhyre præcis og lokaliseret- dvs. at den ikke påvirker og ødelægger omgivelserne af de områder, som belyses. Laseren udskærer en ultratynd linse/cylinder (op til 150 µm i tykkelse) i hornhinden, og synsfejl korrigeres, når linsen/cylinderen efterfølgende fjernes igennem en ganske lille indgang placeret under øvre øjenlåg.

## Resume
SMILE behandlingen er en laserteknik til korrektion af nærsynethed og bygningsfejl, som foretages med en femtosekundlaser, uden brug af kniv og uden dannelse af "flap". At SMILE behandlingen korrigerer synsfejl uden "flap", eliminerer LASIK-behandlingens store "achilleshæl", hvor hornhindens stabilitet er vedvarende nedsat efter behandlingen. Ved den fuldt udviklede SMILE behandling laves en overfladisk adgang med en længde på mindre end 2.5 mm til den linseformede vævsskive, der er formet af laseren, og adgangen er placeret under øvre øjenlåg. Det forventes, at SMILE-teknikken indenfor kort tid også vil kunne anvendes til at korrigere langsynethed.

## Fordele og ulemper

### Fordele
- Minimalt patient ubehag uden lugtgener under behandling
- Meget hurtig procedure
- Ingen "Flap" problemer
- Stor præcision
- Kan behandle nærsynethed og bygningsfejl
- Hurtig synsrestitution (dage)
- Ingen risiko for hornhindeuklarheder
- Stor hornhindestabilitet efter operationen

### Ulemper
- Relativt ny metode
- Der bliver skåret i øjet